# Multicar M 25

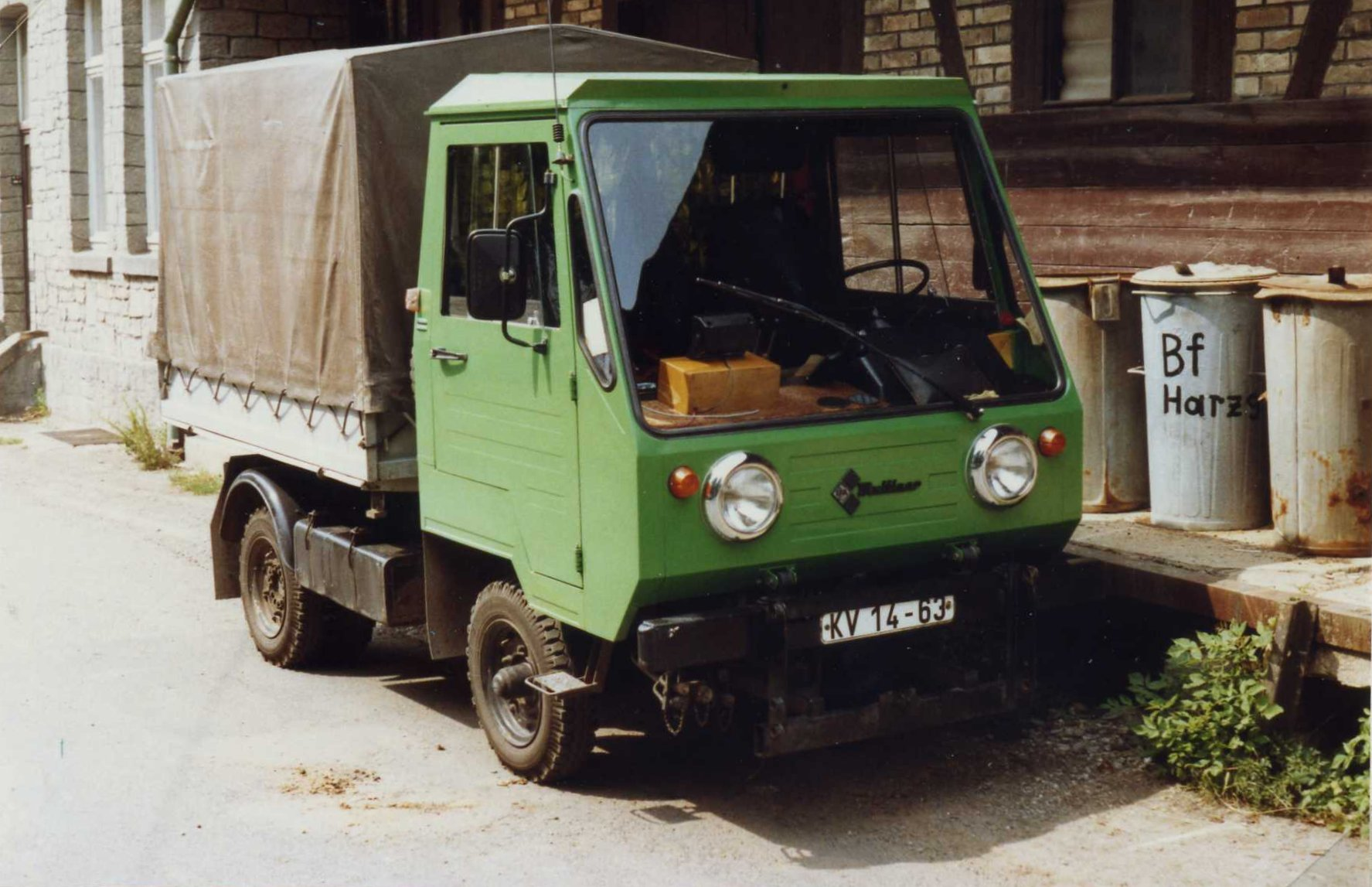
Vůz Multicar M 25 s plachtou

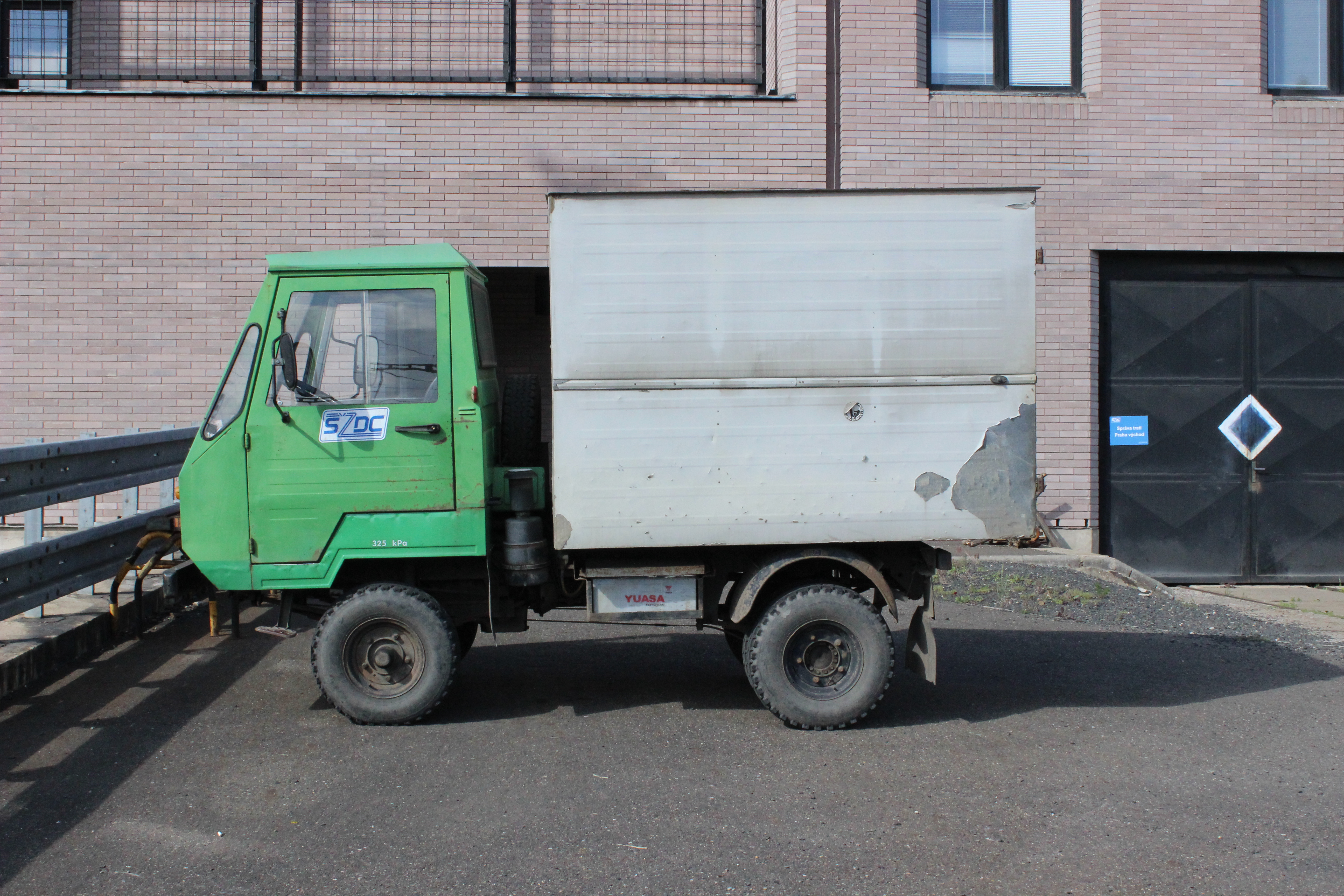
Skříňový vůz Multicar M 25

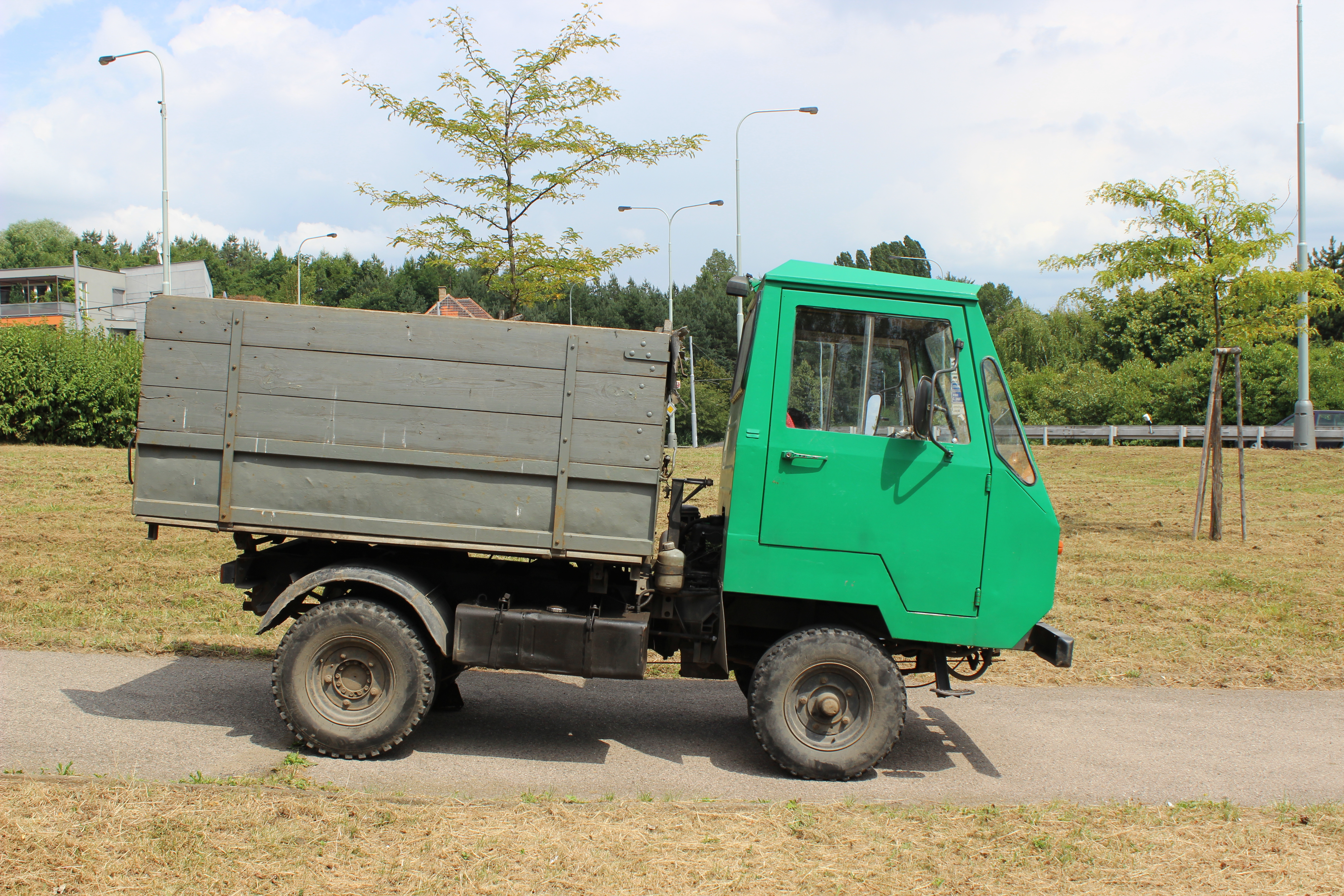
Vůz Multicar M 25 s korbou

Multicar M 25 je pracovní vozítko vyráběné v letech 1978 až 1992 ve Waltershausenu v tehdejším Východním Německu (později ve znovusjednoceném Německu). Celkem se vyrobilo 100 000 těchto dopravních prostředků, od roku 1991 vybavených moderním motorem VW a poté také IVECO.